# Despacho saneador
Despacho saneador é aquele no qual o juiz separa as questões prévias do mérito da causa, sana as irregularidades e nulidades, verifica a legitimidade das partes, a existência do legítimo interesse moral ou econômico e decide sobre provas úteis ao processo.

Histórico da nomenclatura o a referência atual
A nomenclatura "despacho saneador", embora popular, tecnicamente é imprópria, pois do ponto de vista técnico trata-se de decisão de saneamento. 
"Despacho saneador" é uma referência do antigo Código de Processo Civil de 1939. Atualmente o Código de Processo Civil de 2015 refere-se à "decisão de saneamento e de organização do processo". 

O Saneamento do processo é um ato complexo
A concepção também mudou com o tempo, pois entende-se que o saneamento do processo não se limita ao mero despacho ou decisão do juiz, a depender da complexidade do caso.
As partes e o juiz estão sempre buscando organizar o processo, sanar eventuais equívocos, formas, do início ao fim do processo. Nem sempre é necessário que o juiz decida isoladamente sobre pontos anteriores ao mérito da causa. Quando o juiz analisa uma petição inicial e abre prazo para regularização, intima o Ministério Público para apresentar parecer, está organizando o processo rumo à decisão de mérito futura.  
1. ↑  TALAMINI, Eduardo (1997). Revista de Processo. 22 (86): 76 - 111
2. ↑  SIMARDI, Luis Eduardo Simardi (2016). Breves Comentários ao Novo Código de Processo Civil. São Paulo: Revista dos Tribunais